# توني ودروف
توني ودروف (بالإنجليزية: Tony Woodruff)‏ هو لاعب كرة قدم أمريكية أمريكي، ولد في 12 نوفمبر 1958.

## وصلات خارجية
- توني ودروف على موقع مرجع كرة القدم المحترفة.كوم (الإنجليزية)